# Clásica de San Sebastián 2017
La 37.ª edición de la clásica ciclista Clásica de San Sebastián se celebró en España el 29 de julio de 2017 sobre un recorrido de 231 kilómetros por la provincia de Guipúzcoa con inicio y final en San Sebastián.
La carrera formó parte del UCI WorldTour 2017, siendo la vigésima sexta competición del calendario de máxima categoría mundial.
La carrera fue ganada por el corredor polaco Michał Kwiatkowski del equipo Team Sky, en segundo lugar Tony Gallopin (Lotto Soudal) y en tercer lugar Bauke Mollema (Trek-Segafredo).

## Recorrido
La edición de este año tuvo el recorrido más largo de los últimos 4 años con 231 kilómetros, aunque el recorrido no varía demasiado al de la edición anterior.

## Equipos participantes
Tomaron parte en la carrera 25 equipos: 18 de categoría UCI WorldTour 2017 invitados por la organización; 7 de categoría Profesional Continental. Formando así un pelotón de 200 ciclistas de los que acabaron 153. Los equipos participantes fueron:
| WorldTeams (18)- AG2R La Mondiale - Astana - Bahrain-Merida - BMC Racing Team - Bora-Hansgrohe - Cannondale-Drapac - Dimension Data - FDJ - Katusha-Alpecin - Lotto NL-Jumbo - Lotto-Soudal - Movistar Team - Orica-Scott - Quick-Step Floors - Sky - Team Sunweb - Trek-Segafredo - UAE Team Emirates Equipos continentales profesionales (2)- Caja Rural-Seguros RGA - Cofidis, Solutions Crédits |
| |

## Clasificaciones finales
- Las clasificaciones finalizaron de la siguiente forma:[6]

### Clasificación general
| \| Clasificación general \| Clasificación general \| Clasificación general \| Clasificación general \| Clasificación general \| \| Ciclista \| Ciclista \| Equipo \| Tiempo \| \| \| --------------------- \| --------------------- \| --------------------- \| --------------------- \| --------------------- \| \| 1.º \| Michał Kwiatkowski \| Team Sky \| 5 h 52 min 53 s \| \| \| 2.º \| Tony Gallopin \| Lotto-Soudal \| + 0 s \| \| \| 3.º \| Bauke Mollema \| Trek-Segafredo \| + 0 s \| \| \| 4.º \| Tom Dumoulin \| Team Sunweb \| + 0 s \| \| \| 5.º \| Mikel Landa \| Team Sky \| + 2 s \| \| \| 6.º \| Alberto Bettiol \| Cannondale-Drapac \| + 28 s \| \| \| 7.º \| Anthony Roux \| FDJ \| + 38 s \| \| \| 8.º \| Greg Van Avermaet \| BMC Racing Team \| + 38 s \| \| \| 9.º \| Tiesj Benoot \| Lotto-Soudal \| + 38 s \| \| \| 10.º \| Nicolas Roche \| BMC Racing Team \| + 38 s \| \| |                    |                   |                 |
| |                    |                   |                 |
| Fuente: ProCyclingStats |                    |                   |                 |
| Clasificación general |                    |                   |                 |
| Ciclista | Ciclista           | Equipo            | Tiempo          |
| 1.º | Michał Kwiatkowski | Team Sky          | 5 h 52 min 53 s |
| 2.º | Tony Gallopin      | Lotto-Soudal      | + 0 s           |
| 3.º | Bauke Mollema      | Trek-Segafredo    | + 0 s           |
| 4.º | Tom Dumoulin       | Team Sunweb       | + 0 s           |
| 5.º | Mikel Landa        | Team Sky          | + 2 s           |
| 6.º | Alberto Bettiol    | Cannondale-Drapac | + 28 s          |
| 7.º | Anthony Roux       | FDJ               | + 38 s          |
| 8.º | Greg Van Avermaet  | BMC Racing Team   | + 38 s          |
| 9.º | Tiesj Benoot       | Lotto-Soudal      | + 38 s          |
| 10.º | Nicolas Roche      | BMC Racing Team   | + 38 s          |

## UCI World Ranking
La Clásica de San Sebastián otorga puntos para el UCI WorldTour 2017 y el UCI World Ranking, este último para corredores de los equipos en las categorías UCI ProTeam, Profesional Continental y Equipos Continentales. Las siguientes tablas son el baremo de puntuación y los corredores que obtuvieron puntos:
| Posición   | 1º  | 2º  | 3º  | 4º  | 5º  | 6º  | 7º  | 8º  | 9º | 10º |
| Puntuación | 400 | 320 | 260 | 220 | 180 | 140 | 120 | 100 | 80 | 68  |

| 1.º  | Michał Kwiatkowski | Sky               | 400 |
| 2.º  | Tony Gallopin      | Lotto Soudal      | 320 |
| 3.º  | Bauke Mollema      | Trek-Segafredo    | 260 |
| 4.º  | Tom Dumoulin       | Sunweb            | 220 |
| 5.º  | Mikel Landa        | Sky               | 180 |
| 6.º  | Alberto Bettiol    | Cannondale-Drapac | 140 |
| 7.º  | Anthony Roux       | FDJ               | 120 |
| 8.º  | Greg Van Avermaet  | BMC Racing        | 100 |
| 9.º  | Tiesj Benoot       | Lotto Soudal      | 80  |
| 10.º | Nicolas Roche      | BMC Racing        | 68  |